# Cumaná
Cumaná – miasto w Wenezueli, stolica stanu Sucre, 305 tysięcy mieszkańców. Jedno z najstarszych miast Ameryki Południowej (pierwsze na kontynencie, nie licząc osadnictwa na wyspach Morza Karaibskiego), założone w 1515 roku, następnie kilkakrotnie przenoszone z powodu ataków Indian (1521, 1569). Jego pierwotna zabudowa została zniszczona przez trzęsienia ziemi, większość zabytkowej zabudowy pochodzi z XVII - XVIII wieku. Miasto leży u ujścia rzeki Manzanares do Morza Karaibskiego, w zatoce Cariaco. Port rybacki (połowy tuńczyka), turystyka - baza dla wycieczek do Parku Narodowego Mochima, uniwersytet.